# 西郷札
| 十銭西郷札（表） |  | 十銭西郷札（裏） |
| 十銭西郷札（表） |  | 十銭西郷札（裏） |

西郷札（さいごうさつ）は、西南戦争中に西郷隆盛率いる西郷軍（薩軍）が軍費調達のために発行した軍用紙幣。日本で初めての軍用手票（軍票）として紹介されることもあるが、反政府軍が発行した紙幣であり厳密には軍票でないという指摘もある。

## 概要
1877年（明治10年）に勃発した西南戦争の西郷軍（薩軍）側の戦費は不明確であるが、当時の金額で70万円とも100万円とも言われている。戦費調達のため、初期の段階では大山綱良が官金15万円を用意するとともに、承恵社や撫育社などの士族商社が発行した証券（承恵社札）を富商に売却して6万円を調達したほか、警察費として住民から納金させることで賄った。承恵社札は五円・一円・半円の三種があったとされるが、承恵社札の五円券は現存が確認されておらず、一円・半円の二種のみ現存が確認されている。
しかし、戦費不足が深刻化したため、桐野利秋らの発案により紙幣を発行することとなった。西郷札の発行期間は1877年7月7日から同31日にかけてで総発行高は17万円とされる。ただ、発行期間については同年6月から8月、発行高は『薩南血涙史』の記録などから14万1,420円とする資料もあり正確には分かっていない。和紙原料の入手が困難だったこともあり、和紙の表裏に布（寒冷紗）を貼り合わせている。また、耐水性のある黒漆のインクを使用して黄楊の木版で印刷している。券種は6種で『薩南血涙史』の記録によると拾円（濃茶）、五円（葡萄鼠）、壱円（勝色）、五拾銭（桃色）、弐拾銭（黄色）、拾銭（生壁色）としている。
薩摩軍の紙幣は戦況悪化とともに信用が低下した。そのため宮崎地方などでは脅迫によって通用させた例もみられた。
西南戦争後は明治政府により使用は厳禁とされた。市中に出回った西郷札に対する補償は行われなかったため、特に西南戦争で戦場となった地域では経済が大混乱に陥った。なお「承恵社札」は翌1878年（明治11年）6月に発行元の両社と貸主との示談が成立して償還された。

## 影響
西郷札は西郷隆盛への追慕の情などから庶民の間ではお守りとして珍重された。大阪では西郷札の所有権をめぐって裁判が起きたこともある。
西郷の没後50年にあたる1927年（昭和2年）には「南洲翁五拾年祭記念」西郷札という記念レプリカが発行されており紙製と布製がある。
松本清張の作品に、西郷札をテーマとした短編小説『西郷札』がある。